# Arthur I. Boreman
Arthur I. Boreman (Waynesburg, 1823. július 24. – Parkersburg, 1896. április 19.) az Amerikai Egyesült Államok szenátora (Nyugat-Virginia, 1869–1875).